# Buy Me a Coffee
Buy Me a Coffee（BMC，意为“请我喝杯咖啡”）是一家美国众筹公司，总部位于美国加利福尼亚州旧金山。 它为创作者提供收款服务，用于从支持者那里收集捐款。
该网站不收取月费，但对创建者获得的任何支持均收取 5% 的交易费，这意味着创作者保留95%的收入； 支持者们无需注册便可付费打赏。

## 历史
该公司由 Jijo Sunny、Joseph Sunny 和 Aleesha John 于 2018 年创立。
截至2021年4月，它拥有超过30万名创作者。
2023 年 4 月，在乌克兰志愿者兼博主谢里希·史塔科提出指控后，服务部门删除了亲俄罗斯军事博主 WarGonzo（谢苗·佩戈夫）的个人资料。 

## 隐私
该公司承诺：

- 我们不会在我们的服务器上存储信用卡数据。支付处理由Stripe（PCI 合规级别 1）、Payoneer 和 Wise 处理。
- 我们在强大的亚马逊基础设施上运行。Cloudflare添加了额外的安全层。我们还定期备份并在整个平台上强制进行 SSL 加密。
- 我们有一个报错奖励计划，鼓励负责任地报告任何安全问题，并且我们会迅速采取行动。

## 另请参见
- 众筹
- Patreon